# Ture Marcus
Ture Marcus, född 3 oktober 1878, död 19 juni 1941, var en svensk hotelldirektör och fotograf (filmare). Han grundade Sturehof i Stockholm och var hotelldirektör för Grand hotell i Åre.
Innan han fick sin karriär gav han sig iväg till USA och arbetade bland annat som "butler" i mer välbeställda familjer men lärde sig även filmteknik i den tidiga filmhistorien det vill säga redan runt 1910-talet.
Ture Marcus var en av 1920-talets mer bemärkta amatörfilmare och nådde viss ryktbarhet som föreläsande reseskildrare med filmkamera. Marcus var även en av de tidigaste att marknadsföra Jämtland främst med hjälp av film. Han var en av skaparna till Åre som vinteridrottsort. Han var en känd föreläsare i Jämtland.
Han omnämns i filmen "Utför ängarna - Åre från bondby till vintersportort  1909–1929", en film av Ingrid Jonsson Wallin.
Ture Marcus är begravd på Åre kyrkogård.

## Filmfoto
- 1939 – Mot sydliga kuster

## Filmografi roller
- 1920 – Flickorna i Åre